# Даушвили, Муртаз
Мурта́з Даушви́ли (груз. მურთაზ დაუშვილი; 1 мая 1989, Тбилиси, Грузинская ССР, СССР) — грузинский футболист, полузащитник клуба АПОЭЛ.

## Карьера

### Клубная
Воспитанник тбилисского «Динамо». Во взрослом футболе дебютировал в 2005 году, выступая за команду «Зестафони». В ней он провел семь сезонов, принял участие в 128 матчах чемпионата Грузии.
В 2012 году перешёл в украинский клуб «Львов», но, так и не отыграв ни одной встречи, был передан в аренду клубу «Карпаты». В июне 2012 года стал полноценным игроком «Карпат».

### В сборной
Даушвили выступал за сборные Грузии по футболу всех уровней. В главной команде он дебютировал в 2008 году. По состоянию на июль 2012 года грузинский футболист провёл 10 игр за национальную сборную.

## Достижения
- Лучший игрок чемпионата Грузии сезона 2010/2011.